# Y.
Y. è il secondo album della cantautrice spagnola Bebe, pubblicato nel 2009 dall'etichetta discografica EMI Music

## Tracce
1. No + llora – 4:08
2. Me fui – 4:49
3. Busco-me – 4:58
4. Sin sentido – 4:41
5. Escuece – 3:40
6. Cuanto mas me sujetas – 2:43
7. Que mimporta – 4:12
8. La bicha – 4:56
9. Se fue – 3:08
10. Pa una isla – 4:53
11. Nostare – 4:50
12. Pa mi casa – 5:13
13. Uh, Uh, Uh, Uh, Uh – 5:13

## Classifiche
| Classifica                   | Posizione massima |
| ---------------------------- | ----------------- |
| Grecia                       | 45                |
| Messico                      | 73                |
| Spagna                       | 1                 |
| Stati Uniti Latin Pop Albums | 5                 |